# Spatholobus discolor
Spatholobus discolor är en ärtväxtart som beskrevs av Wei. Spatholobus discolor ingår i släktet Spatholobus och familjen ärtväxter. Inga underarter finns listade i Catalogue of Life.